# Modicogryllus pallipalpis
Modicogryllus pallipalpis är en insektsart som först beskrevs av Yu S. Tarbinsky 1940.  Modicogryllus pallipalpis ingår i släktet Modicogryllus och familjen syrsor.

## Underarter
Arten delas in i följande underarter:
- M. p. pallipalpis
- M. p. palustris